# Tre quarti ala

Il tre quarti ala italiano Massimo Mascioletti, riconoscibile dalla maglia numero quattordici, cerca la meta contro la difesa sovietica durante un incontro della Coppa FIRA 1978-1979

Il tre quarti ala (in inglese Wing) è un ruolo del rugby. Le ali hanno i numeri 11 (a sinistra) e 14 (a destra) e sono i responsabili delle fasi finali delle azioni di gioco volte a segnare una meta. L'idea è che per poter attaccare venga creato uno spazio dai giocatori di mischia e dai giocatori tre quarti compresi tra la mischia e l'ala in modo che, una volta ricevuto il pallone, questo giocatore possa avere un corridoio di corsa libero per poter segnare una meta. Le ali sono spesso i giocatori più veloci della squadra, ma devono anche essere in grado di fare un veloce cambio di passo e poter così evitare gli avversari e segnare una meta.
Dopo l'esordio dell'imponente ala neozelandese Jonah Lomu (196 cm per 126 kg e con una corsa che gli permetteva di percorrere i 100 metri in meno di 11 secondi), il ruolo dell'ala venne profondamente rivoluzionato; quindi questo ruolo subì un progressivo cambiamento negli anni, partendo da ali basse, leggere e sguscianti come il francese Dominici giungendo fino all'imponenza di ali come Lote Tuqiri oppure Rokocoko.
In difesa l'ala deve essere un buon placcatore: se l'attacco avversario riesce a superare l'ala vi è una buona possibilità che venga segnata una meta. Le ali assumono anche il ruolo di estremi aggiuntivi nelle azioni di ricezione dei palloni calciati e, in questo tipo di azioni, danno all'estremo la possibilità di aprire il gioco sia sul lato destro che su quello sinistro del campo.
Una tattica di gioco comune è quella di fare ricevere il pallone all'ala che partirà in progressione correndo verso il centro del campo di gioco. Questo movimento cambia la direzione in cui si svolge il gioco e può cogliere di sorpresa la difesa avversaria, o può creare lo spazio di gioco necessario al secondo centro per poter continuare l'azione con un passaggio incrociato o a "X".
Un moderno impiego dell'ala è quello di giocatore di congiunzione. Vengono mantenute infatti tutte le abilità tipiche dell'ala a cui vengono combinate capacità proprie dei centri. Durante lo svolgimento del gioco il mediano di mischia o il mediano d'apertura potrebbero non essere in grado di svolgere il proprio compito. Quando questo succede l'ala può subentrare al loro posto giocando un ruolo alternativo. Buoni esempi di giocatori che ricoprono questo ruolo sono: George North (Galles) e Julian Savea (Nuova Zelanda).
Le ali presenti nella International Rugby Hall of Fame includono: André Boniface (Francia), David Campese (Australia), Gerald Davies (Galles e Lions), Ieuan Evans (Galles e Lions), John Kirwan (Nuova Zelanda), Jonah Lomu (Nuova Zelanda) e Tony O'Reilly (Irlanda e Lions).